# Draft NFL 1966
Il Draft NFL 1966 si è tenuto il 25 novembre 1965. Fu l'ultimo draft in cui la NFL e l'American Football League scelsero i loro giocatori in draft separati. Come risultato, molti giocatori scelti scelsero di giocare nella più stabile NFL e solo raramente nella AFL. La nuova franchigia degli Atlanta Falcons fu premiata con la prima e ultima scelta di ogni giro. La lega tenne anche un expansion draft per i draft sei settimane dopo.

## Primo giro
|  | = Pro Bowler |  | = Hall of Famer |

| Scelta | Squadra             | Giocatore       | Ruolo            | College       |
| ------ | ------------------- | --------------- | ---------------- | ------------- |
| 1      | Atlanta Falcons     | Tommy Nobis     | Linebacker       | Texas         |
| 2      | Los Angeles Rams    | Tom Mack        | Offensive tackle | Michigan      |
| 3      | Pittsburgh Steelers | Dick Leftridge  | Running back     | West Virginia |
| 4      | Philadelphia Eagles | Randy Beisler   | Defensive end    | Indiana       |
| 5      | Dallas Cowboys      | John Niland     | Offensive Guard  | Iowa          |
| 6      | Washington Redskins | Charlie Gogolak | Kicker           | Princeton     |
| 7      | Minnesota Vikings   | Jerry Shay      | Offensive Tackle | Purdue        |
| 8      | St. Louis Cardinals | Carl McAdams    | Linebacker       | Oklahoma      |
| 9      | Green Bay Packers   | Jim Grabowski   | Running Back     | Illinois      |
| 10     | New York Giants     | Francis Peay    | Offensive Tackle | Missouri      |
| 11     | San Francisco 49ers | Stan Hindman    | Offensive Tackle | Ole 'Miss     |
| 12     | Chicago Bears       | George Rice     | Offensive Tackle | LSU           |
| 13     | Green Bay Packers   | Gale Gillingham | Offensive Tackle | Minnesota     |
| 14     | Cleveland Browns    | Milt Morin      | Tight End        | UMass         |
| 15     | Baltimore Colts     | Sam Ball        | Offensive Tackle | Kentucky      |
| 16     | Atlanta Falcons     | Randy Johnson   | Quarterback      | Texas A&I     |

## Hall of Fame
All'annata 2013, due giocatori della classe del Draft 1970 sono stati inseriti nella Pro Football Hall of Fame:
- Tom Mack, Guardia dalla University of Michigan scelto come secondo assoluto Los Angeles Rams.

Induzione: Professional Football Hall of Fame, classe del 1999.
- Emmitt Thomas, dal Bishop College, firmò coi Kansas City Chiefs dopo non essere stato scelto nel draft.

Induzione: Professional Football Hall of Fame, classe del 2008.